# Szodmon Hisar
Szodmon Hisar (tadż. Клуби футболи «Шодмон» Ҳисор) – tadżycki klub piłkarski, mający siedzibę w mieście Hisar, około 20 km na zachód od stolicy kraju Duszanbe.

## Historia
Chronologia nazw:
- 1991: Szodmon Hisar (ros. «Шодмон» Гиссар)
- 1995: Farruch Saidow Hisar (ros. «Фаррух Саидов» Гиссар)
- 1996: Saidin Hisar (ros. «Саидин» Гиссар)
- 1997: Szodmon Hisar (ros. «Шодмон» Гиссар)
- 2002: Farruch Hisar (ros. «Фаррух» Гиссар)
- 2010: Szodmon Hisar (ros. «Шодмон» Гиссар)

Piłkarski klub Szodmon został założony w miejscowości Hisar w 1991 roku. W 1992 zespół debiutował w rozgrywkach Wyższej Ligi Tadżykistanu. W debiutanckim sezonie zespół zajął 7. miejsce w końcowej klasyfikacji. Pierwszy sukces przyszedł w 1994, kiedy to zespół dotarł do finału Pucharu Tadżykistanu. W 1995 klub zmienił nazwę na Farruch Saidow Hisar, a w 1996 Saidin Hisar. W 1997 powrócił do nazwy Szodmon Hisar. W sezonie 1998 zajął przedostatnie 11. miejsce i spadł do Pierwszej Ligi Tadżykistanu. W 2002 jako Farruch Hisar powrócił do Wyższej Ligi i zdobył brązowe medale mistrzostw. W 2003 był trzecim, jednak w następnym zrezygnował z występów. Potem zespół został odrodzony z historyczną nazwą Szodmon Hisar. W 2010 zespół występował w Pierwszej Lidze i zdobył awans do Wyższej Ligi. Jednak powrót był nieudanym - przedostatnie 10. miejsce i spadek z ekstraligi.

## Sukcesy

### Trofea międzynarodowe
Nie uczestniczył w rozgrywkach azjatyckich (stan na 31-12-2015).

### Trofea krajowe
Tadżykistan
| \| \| Zdobyte trofea w rozgrywkach Tadżykistanu (stan na: 31-12-2015) \| |                                                                 |      |          |
| Rozgrywki                                                                | Osiągnięcie                                                     | Razy | Sezon(y) |
| Mistrzostwo                                                              | I miejsce                                                       | 0    |          |
| Mistrzostwo                                                              | II miejsce                                                      | 0    |          |
| Mistrzostwo                                                              | III miejsce                                                     | 1    | 2002     |
| Puchar                                                                   | zdobywca                                                        | 0    |          |
| Puchar                                                                   | finalista                                                       | 1    | 1994     |
| II liga                                                                  | I miejsce                                                       | 0    |          |
| II liga                                                                  | II miejsce                                                      | 0    |          |
| II liga                                                                  | III miejsce                                                     | 0    |          |
| Tadżykistan                                                              | Zdobyte trofea w rozgrywkach Tadżykistanu (stan na: 31-12-2015) |      |          |

## Stadion
Klub rozgrywa swoje mecze domowe na stadionie Centralnym w Hisarze, który może pomieścić 3 000 widzów.

## Piłkarze
Znani piłkarze:
- Sulejman Bobokalonow
- Subhon Hodzżamow
- Dżamolidin Ojew

## Trenerzy
...
- 1993–1994:  Giennadij Czieriewczienko

...
- 2001–2002:  Szarif Nazarow

...
- 200?–200?:  Tahirdżon Muminow

...